# Sisyrinchium platyphyllum
Sisyrinchium platyphyllum là một loài thực vật có hoa trong họ Diên vĩ. Loài này được S.Watson miêu tả khoa học đầu tiên năm 1891.